# Kosmos 1745
Kosmos 1745, sovjetski vojni navigacijski i komunikacijski satelit iz programa Kosmos. Vrste je Parus.
Lansiran je 23. svibnja 1986. godine u 12:54 s kozmodroma Pljesecka, s mjesta 132/1. Lansiran je u nisku orbitu oko planeta Zemlje raketom nosačem Kosmos-3M 11K65M. Prema NASI, lansirno vozilo bio je modificirani SS-5 (SKean IRBM) uz gornji stupanj. Orbita mu je 965 km u perigeju i 1011 km u apogeju. Orbitne inklinacije je 82,96°. Spacetrackov kataloški broj je 16727. COSPARova oznaka je 1986-037-A. Zemlju obilazi u 104,86 minuta. Pri lansiranju bio je mase 800 kg. 
Iz misije je ostao još jedan dio koji je ostao kružiti u niskoj orbiti.

## Vanjske poveznice
- N2YO.com Search Satellite Database (engl.)
- Celes Trak SATCAT Format Documentation (engl.)
- Kunstman  Arhivirana inačica izvorne stranice od 12. kolovoza 2019. (Wayback Machine) Satellites in Orbit (engl.)